# ラ・ルノーディエール
ラ・ルノーディエール （La Renaudière）は、フランス、ペイ・ド・ラ・ロワール地域圏、メーヌ＝エ＝ロワール県のかつて存在したコミューン。

## 地理
モージュ地方にあるアンジューのコミューン。サン＝マケール＝アン＝モージュの西に位置し、サン・ジェルマン・シュル・モワヌへ向かう県道147号線、ルセとサン＝フィルベール＝アン＝モージュの間を走る県道146号線が通る。ショレはラ・ルノーディエールの南東15kmにあり、ナントとは国道249号線で往復ができる · 。

## 歴史
2014年、自治体間連合に加盟するコミューン全てが合併する計画が浮上した。2015年7月2日、自治体間連合に加盟するコミューンの全議会において、コミューン・ヌーヴェル（fr、サルコジ政権時代に成立したフランス国家領土改革法によって、合併して誕生したコミューンの名称）、セーヴルモワンヌ（Sèvremoine）を2015年12月15日に発足させることを可決した。正式に発表されたのは、2015年10月5日の県条例においてである。

## 人口統計
| 1962年 | 1968年 | 1975年 | 1982年 | 1990年 | 1999年 | 2006年 | 2012年 |
| ------ | ------ | ------ | ------ | ------ | ------ | ------ | ------ |
| 835    | 864    | 819    | 772    | 777    | 791    | 958    | 960    |

source=1999年までLdh/EHESS/Cassini、2004年以降INSEE

## 史跡
巨石時代の人間を目撃した証拠であるメンヒルは、現在もコミューン内で見られる。

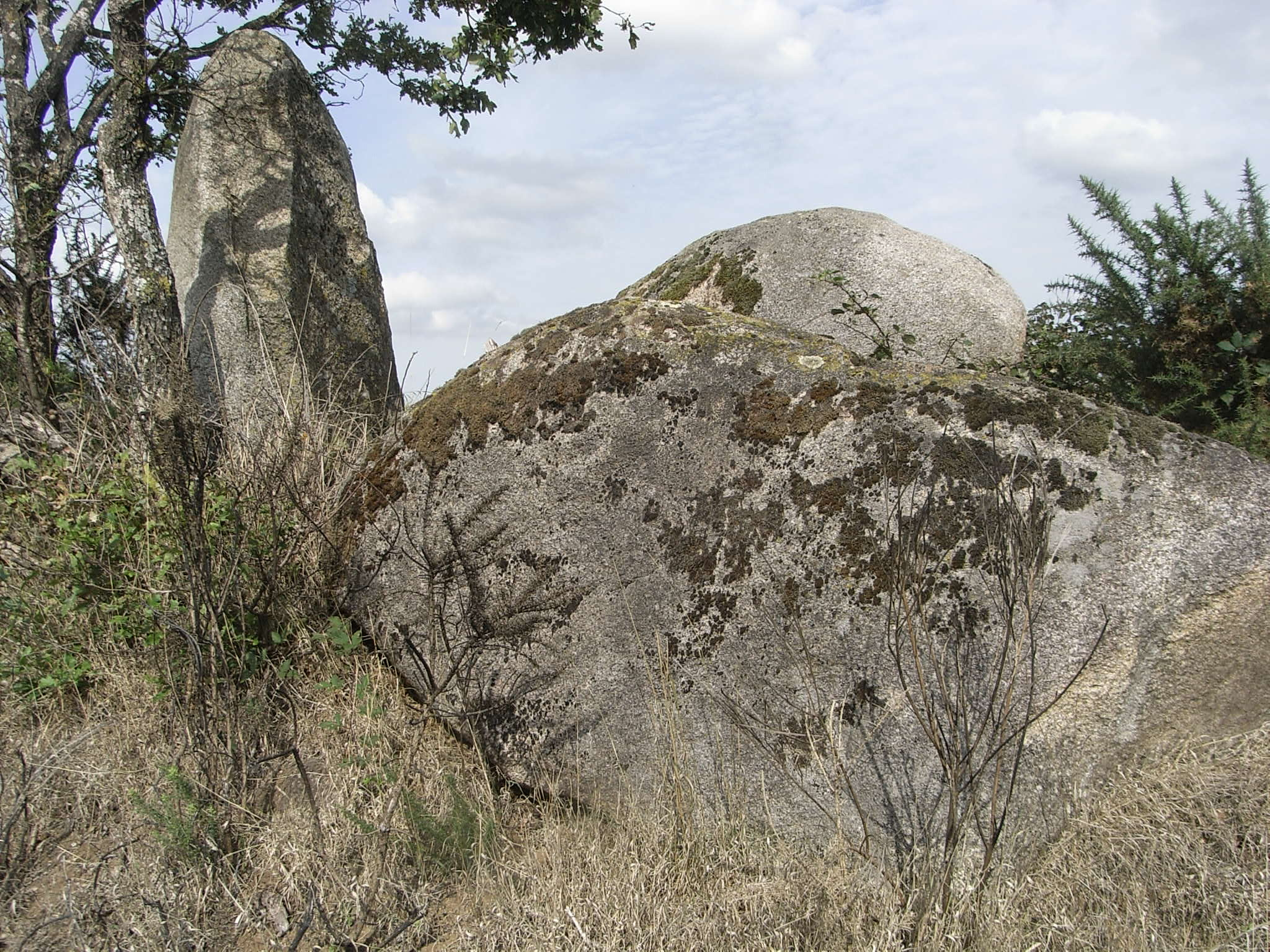
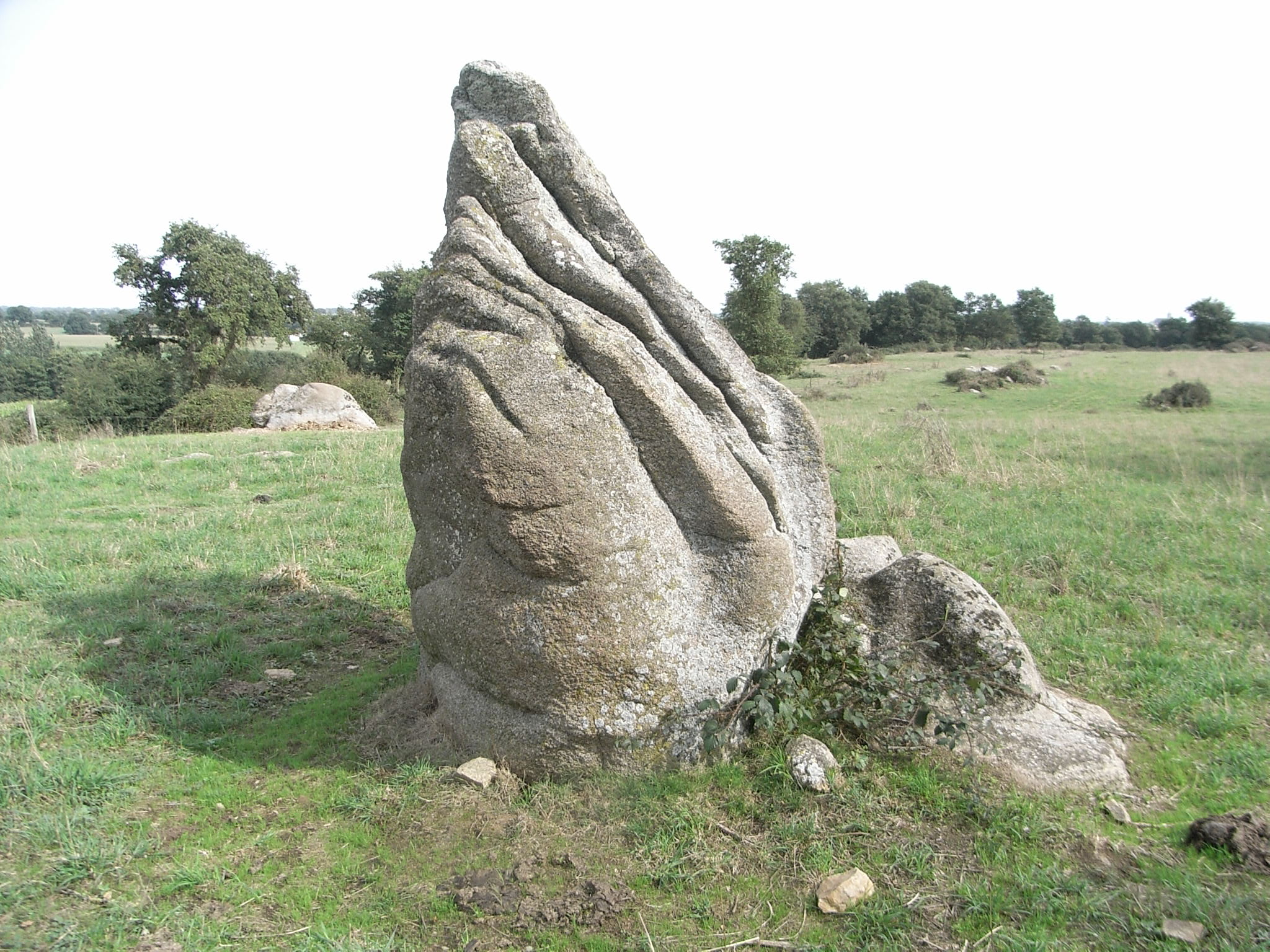
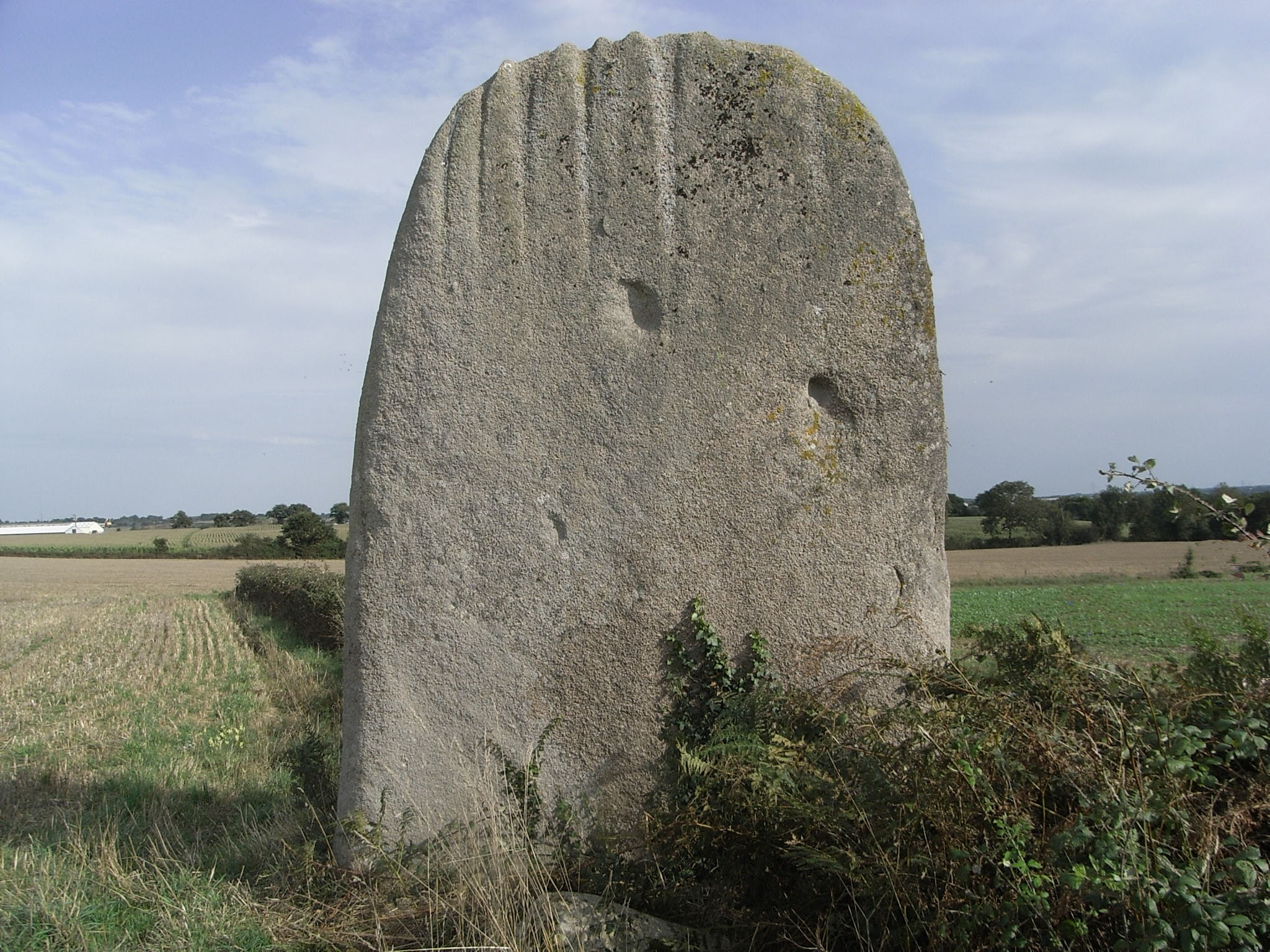